# RS-418
Pour les articles homonymes, voir Route 418.
La RS 418 est une route locale du Centre-Est de l'État du Rio Grande do Sul qui relie le district de Monte Alverne de la municipalité de Santa Cruz do Sul à la BR-287. Elle dessert cette seule commune, et est longue de 21 km.